# Stenohya hainanensis
Espèce
Stenohya hainanensis est une espèce de pseudoscorpions de la famille des Neobisiidae.

## Distribution
Cette espèce est endémique de Hainan en Chine. Elle se rencontre dans le xian de Lingshui dans les monts Diaoluo.

## Description
Les mâles mesurent de 3,35 à 3,62 mm et les femelles de 4,33 à 4,38 mm.

## Étymologie
Son nom d'espèce, composé de hainan et du suffixe latin -ensis, « qui vit dans, qui habite », lui a été donné en référence au lieu de sa découverte, Hainan.

## Publication originale
- Guo & Zhang, 2016 : Description of two new species of Stenohya Beier, 1967 (Pseudoscorpiones: Neobisiidae) from China. Entomological News, vol. 126, no 1, p. 1-11.